# 아세트산 납(IV)
아세트산 납(IV)은 화학식 Pb(CH3COO)4로 염이라기 보다는 결합의 공유성이 강한 분자이다. 각각의 아세트산이온이 산소 두자리로 납에 결합한 물질로 유독하며 누적되었을 때 납중독을 일으키는 아세트산 납 (II)과 달리 독성이 강하다. 유기합성에 쓰인다.